# Pacaya records
Pacaya records är ett indie-skivbolag från Göteborg som 2014 startades av Lovisa Samuelsson. Det är nu ett konstnärligt ägt och löpande kollektiv med banden och artisterna Lovisa Samuelsson, De Stora Hattarna, LAIA arkestra, Cats and Dinosaurs, Fartyg 6, Castlewoods, Maja-Karin Fredriksson och Alexander Ringbäck. Pacaya har även gett ut musik med banden Hagaliden och Fyr.
Namnet Pacaya records är taget från den aktiva vulkanen Pacaya i Guatemala. Pacayavulkanen stiger 2 552 m över havet och har varit en av centralamerikas mest aktiva vulkaner under de senaste 500 åren.

## Diskografi
| År   | Band/Artist                 | Titel                               | Datum för release |
| ---- | --------------------------- | ----------------------------------- | ----------------- |
| 2014 | Lovisa Samuelsson           | Main Magma Chamber                  | 14 maj 2014       |
| 2015 | Hagaliden                   | Ingenting är vårt                   | 10 juni 2015      |
| 2015 | De stora hattarna           | De stora hattarna                   | 10 december 2015  |
| 2015 | LAIA Arkestra               | LAIA                                | 23 november 2015  |
| 2015 | Fyr.                        | Nattbuss                            | 16 januari 2016   |
| 2016 | Cats and dinosaurs          | Swing på barrikaderna               | 23 april 2016     |
| 2016 | Fartyg 6                    | Den Första                          | 8 november 2016   |
| 2017 | Castlewoods                 | Penguin                             | 12 april 2017     |
| 2017 | Alexander Ringbäck          | Punkt                               | 11 mars 2017      |
| 2017 | Cats & dinosaurs            | Kapitalismen är en dröm             | 21 april 2017     |
| 2017 | Fyr.                        | Ett fyrfaldigt leve                 | 2017              |
| 2017 | Maja-Karin Fredriksson      | Jag begär bara havet                | februari 2018     |
| 2017 | Cats & Dinosaurs            | (Singel) Samtyckesblues - Engelska) | 2017              |
| 2018 | Lea                         | Diamonds                            | 17 februari 2018  |
| 2018 | Fartyg 6                    | Allt Faller                         | 19 april 2018     |
| 2018 | John Holmström - Om Tat Sat | Vivian                              | tba               |
| 2018 | LAIA Arkestra               | tba                                 | tba               |
| 2018 | Alexander Ringbäck          | tba                                 | tba               |
| 2018 | Cats & Dinosaurs            | tba                                 | tba               |
| 2018 | Alexander Ringbäck          | Singel till stöd för Afrin          | tba               |
| 2018 | De Stora Hattarna           | Nelio                               | tba               |
| 2019 | Minru                       | Yearnings                           | tba               |